# Settelspitz
Il Settelspitz è un monte delle Alpi orientali, precisamente ai monti di Fundres situato in tra la Valle di Valles e la Valle Isarco, alto 2454 metri;si trova in un insieme di altre vette, la Cima Piatta, il Rensenspitz, il Narnspitz ed il Monte Schellenberg, in località Jochtal a Valles. Non è raggiungibile da un sentiero e si può vedere dalla località Jochtal, raggiungibile con una cabinovia fino a 2006 m.